# Kheri Rajapur
Kheri-Rajapur fou un antic petit estat tributari protegit, del tipus thakurat garantit pels britànics, a l'agència de Malwa, a l'Índia central, a la presidència de Bombai. La superfície era de 16 km² i la població vers 1901 de 630 habitants. Els ingressos s'estimaven en 4.630 rúpies.
El sobirà portava el títol de thakur i era un rajput chauhan.